# Nora, Bromma
Nora gård i Bromma socken var en forntida gård, en historisk by, i Riksby i Bromma i västra Stockholm. Nora gård har anor från järnåldern. Gården bör ha legat söder om det smala sund, som sträckte sig från Lillsjön bort mot Judarn, ungefär där idag Riksbyvägen korsar Galonvägen i den nuvarande stadsdelen Riksby i Bromma. Var platsen exakt låg under 1600-talet är inte känt. De båda insjöarna Lillsjön och Judarn är rester av ett sund, Linta-sundet, som förband Ulvsundasjön via dagens Brommaplan och Åkeshov med Mälaren ungefär vid dagens Ängbybadet. Fortfarande under tidig vikingatid kunde man båtledes ta sig igenom detta sund. Ett trängre sund kallas ofta just för nor, som är ett smalt sund som förbinder två sjöar. Ordet nor  kan också beteckna ett stycke land som ligger intill ett avsmalnande sund. Möjligen låg Nora gårdsplats under forntid och historisk tid nära runristningarna och gravfältet. På 1829 års Brommakarta syns namnet Nora men inget gårdstecken. Gården måste ha upphört att existera dessförinnan. Nora gård lydde under Ulvsunda säteri. På 1600-talet ägdes Nora gård i Riksby av riksrådet Johan Skytte (1577-1645) och därefter av greve Magnus Brahe (1564-1633).
Nor betyder "sund". Nora kan betyda "de som bor vid sundet". Som ovan nämnts var det ett smalt sund som sträckte sig från Lillsjön mot Judarn.

## Möjlig plats för Nora gård
Arkeologen Nils Ringstedt, författare till "Byar, gårdar och säterier i Bromma", berättar i sin bok från 2015, att strax norr om bergshöjden där runristningarna finns ligger en naturlig platå och där det idag befinner sig en rödmålad förskola. Marken nedanför och på ömse sidor om förskolan samt gravfältet i öster är bebyggt med flerfamiljshus. Marken där har en gång varit odlingsbar mark. Det syns tydligt på 1829 års karta. Författaren konstaterar att Nora gård troligen inte låg på sådan mark. Han säger, att det inte är omöjligt att gården har legat på samma plats där förskolan befinner sig nu. Det är en väldränerad bergshöjd. Odlad mark togs då inte i anspråk. Dessutom har den nu försvunna runstenen med ordet Ulvsunda (Ulsunti) påträffats inte långt från denna plats. Se nedan under rubriken "Ulvsundastenen". Ulvsunda är det tidigast belagda ortnamnet i Stockholm. På runstenen från 1000-talet, som man fann på Riksby ägor kunde man läsa att stenen rests till minne av bonden Björn, som bodde i Ulvsundi. Ulvsund har ursprungligen varit namnet på det trånga utloppet från Lillsjön till nuvarande Ulvsundasjön. Nils Ringstedt antar därför, att gården Nora låg mellan runstenen och runristningarna – och då mycket lämpligt på nuvarande platå. På 1829 års Brommakarta är ordet Nora skrivet tätt intill höjden.

## Historik

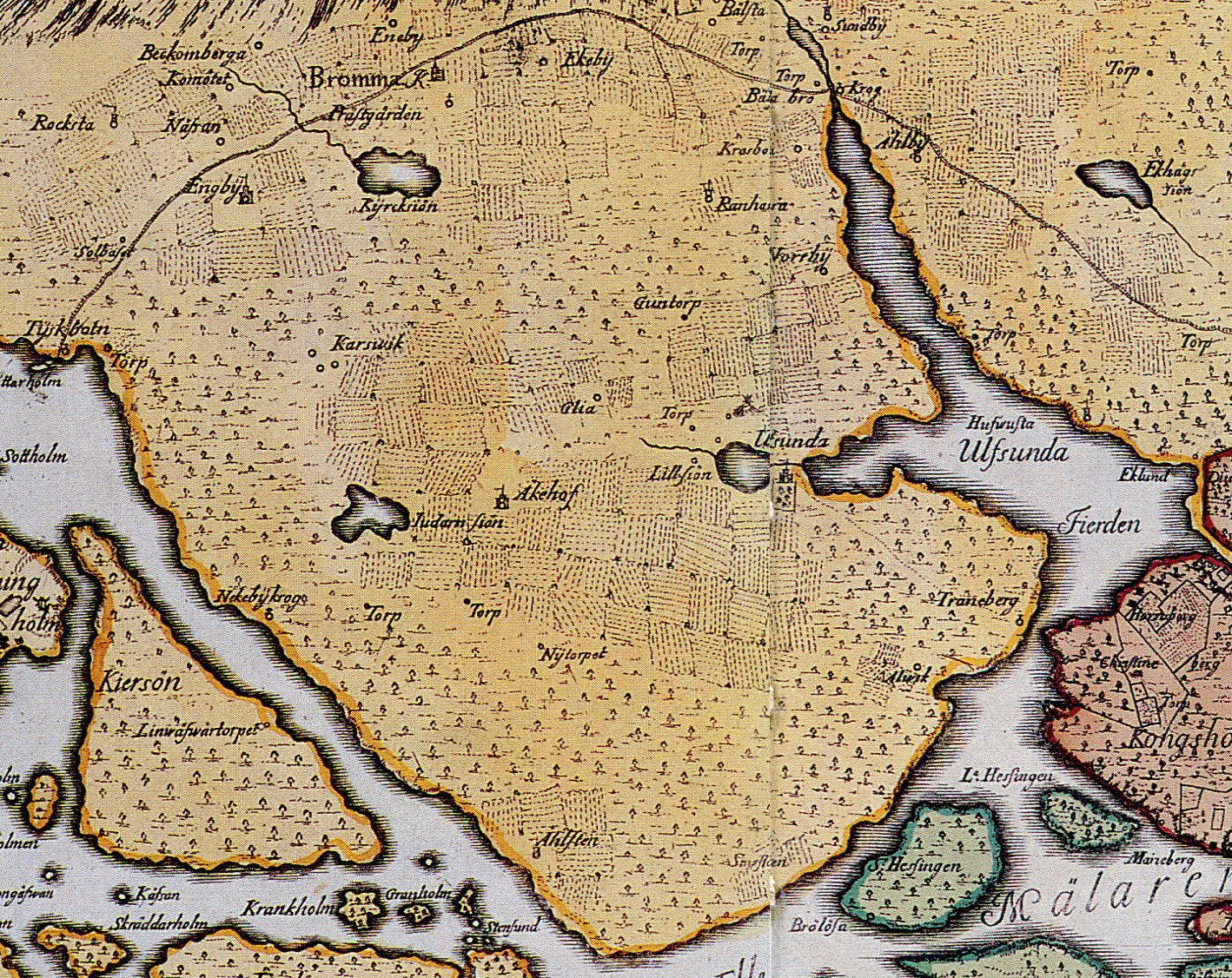
Del av Georg Biurmans karta över Stockholm med omgivning, som visar Brommalandet, omkring 1750.

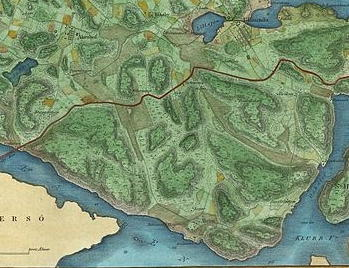
Detalj av 1829 års karta över Bromma, där namnet Nora tydligt syns, men inget gårdstecken.

Nora är belagt skriftligt år 1347. Holmstanu in Norum (Holmsten i Nora) bevittnade då ett fastebrev vid häradstinget med Sollentuna härad. Exakt var platsen låg under 1600-talet är inte känt. Under forntid och historisk tid låg möjligen gårdsplatsen när runristningarna och gravfältet i Riksby. Namnet Nora syns på 1829 års karta över Bromma, inget gårdstecken. Nor betyder sund och Nora ska betyda "de som bor vid sundet". Troligen låg Nora söder om ett smalt sund mellan Lillsjön och en fjärd västerut som sträckte sig till sjön Judarn. Byn Nora (in Norum 1347) gränsade till Ulvsunda sydväst om Lillsjön. Den fick sitt namn av det nor, som var en rest av "Lintasundet" (nor = trångt sund). Genom det hade tidiga Brommavikingar kunnat ta sig båtledes norrifrån ända in till Karsvik. Kyrkvägen från Ulvsunda gick förmodligen till en början just via Nora, eftersom sundet där grundades upp tidigare än Ulvsundet längre österut.
I början av 1600-talet ägde riksrådet, friherre Johan Skytte (1577-1645) Nora gård och därefter ägde riksrådet, greve Magnus Brahe (1564-1633) Nora gård i Bromma socken enligt en notering i 1631 års jordebok. Johan Skytte var äldre bror till den lärde translatorn Ericus Benedicti Schroderus (omkring 1575-1647), som åren 1624-1629 omnämns som ägare till Åkeshovs slott, som ligger inte långt ifrån där Nora gård låg. Johan Skytte kallade sig som ung för Schroderus, men tog vid adlandet 1604 namnet Skytte. Den efterföljande ägaren, greve Magnus Brahe, var bror till riksrådet, greve Abraham Brahe (1569-1630), som 1614 ägde en av gårdarna i de båda hemmanen i Viksjö i Järfälla socken och gårdarna blev troligen i början av 1600-talet åtskilda med olika ägare. Den ena gården ägdes sålunda av Abraham Brahe, som avled 1630. Enligt en notering i 1631 års jordebok ägdes denna gård samt gården Vam i Järfälla socken av brodern Magnus Brahe under Nora i Bromma socken.
Om Magnus Brahe verkligen ägt Viksjö kan dock betvivlas. I domboken vid vintertinget 1642, då Anna Margareta Bielke satte in 740 riksdaler specie i häradsrätten emot amiralen och landshövdingen friherre Göran Gyllenstiernas af Lundholm (1601-1646) köp av en gård i Viksjö inklusive Hummelmora och Vam, köpte denne gården just av sin faster Elsa Gyllenstierna (1577-1638), Abraham Brahes änka. Detta köp ägde rum före 1637, eftersom redan i detta års länsräkenskaper angavs det att Göran Gyllenstierna hade köpt gården. Göran Gyllenstierna skrev sig som friherre till Lundholmen i Vrigstads socken, Jönköpings län och ägde dessutom bland annat Björksund i Södermanland och Almare-Stäkets gård i Uppland.
I husförhör 1794 nämns en trädgårdsstuga i Nora, som har hört till en torparfamilj. Stugan är inte utmärkt på stadsdelskarta, men i husförhörslängd för 1843 för "Nora torp" nämns, att stugan "arrenderas av O. Ludvig på Riksby".

## Två runristningar på fast berghäll vid Nora
Vid Drottningholmsvägens norra sida i Riksby på vänster hand mot staden sett, strax före Riksbyvägen finns det två runristningar på en sluttande fast berghäll på krön. Berghällen ligger på en sydsydvästsluttning av ett moränbundet litet berg. Berget ligger mellan Abrahamsberg och Brommaplan. Runristningarna i Nora är troligen utförda under senare delen av 1000-talet. Båda ristningarna upptäcktes i samband med bärplockning år 1904. Eftersom de var övertäckta med jord och mossa var runristningarna välbevarade. Wessén skriver: "Det är visst inte otänkbart, att ännu okända runristningar kunna dölja sig inom socknen", enligt Nils Ringstedt. Slutrunorna har fått olika tydningar. Antingen står det "Ulv högg" eller också namnet "Fastulv". Före 1700-talet låg gården Nora alldeles intill.

Runristningarna på berghällen är ganska väl bevarade; på den vänstra ristningen står: 
| ” | Sigvid och Sigrev läto rista denna sten efter Senar, sin fader. | „ |

Den högra stenen är svårare att läsa, men det finns flera tolkningar. En av dem lyder så här: 
| ” | Näst lät rista dessa runor efter sin fader Faste. | „ |

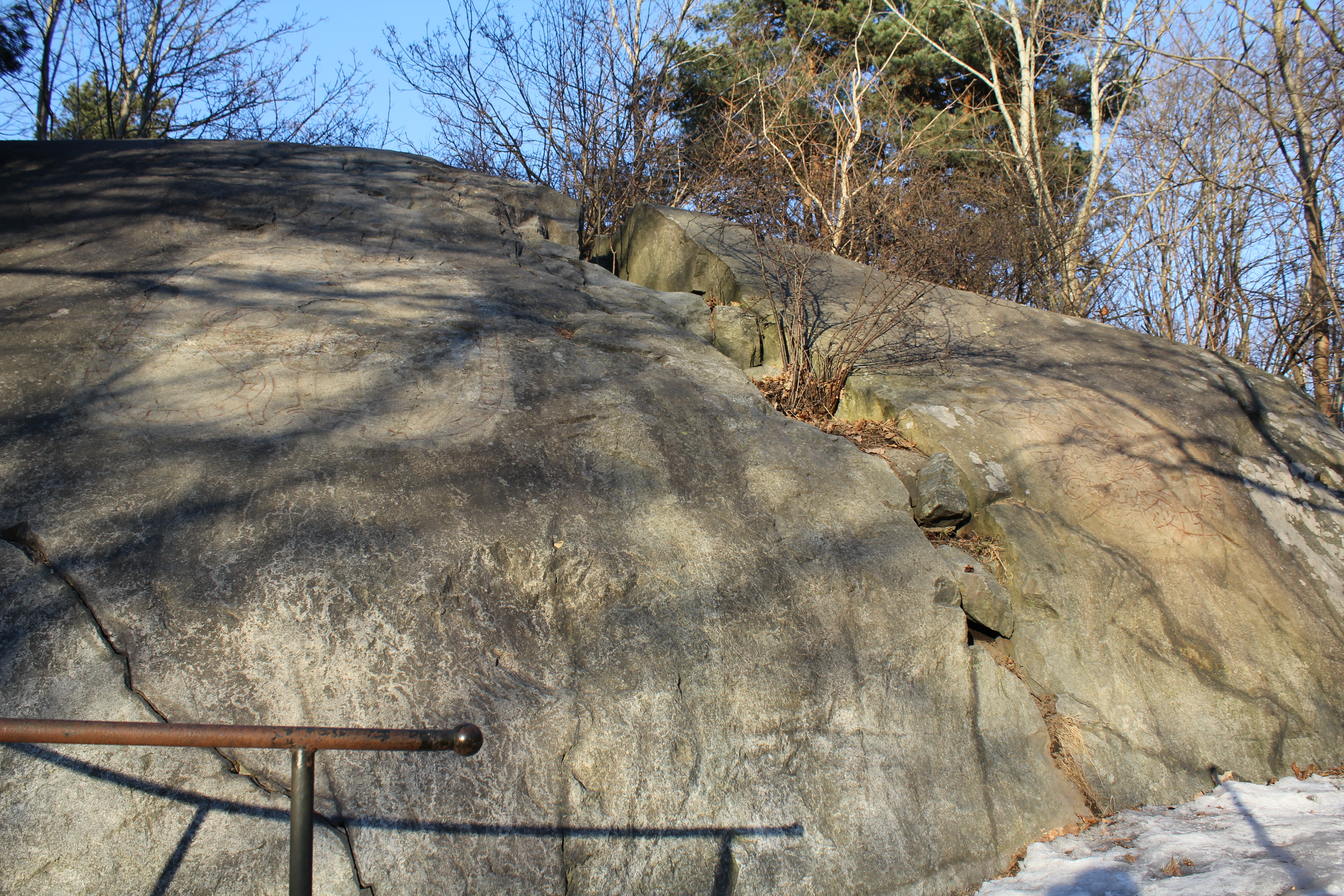
Noraristningen i Riksby, U58 och U59: runristningar i fast berghäll.
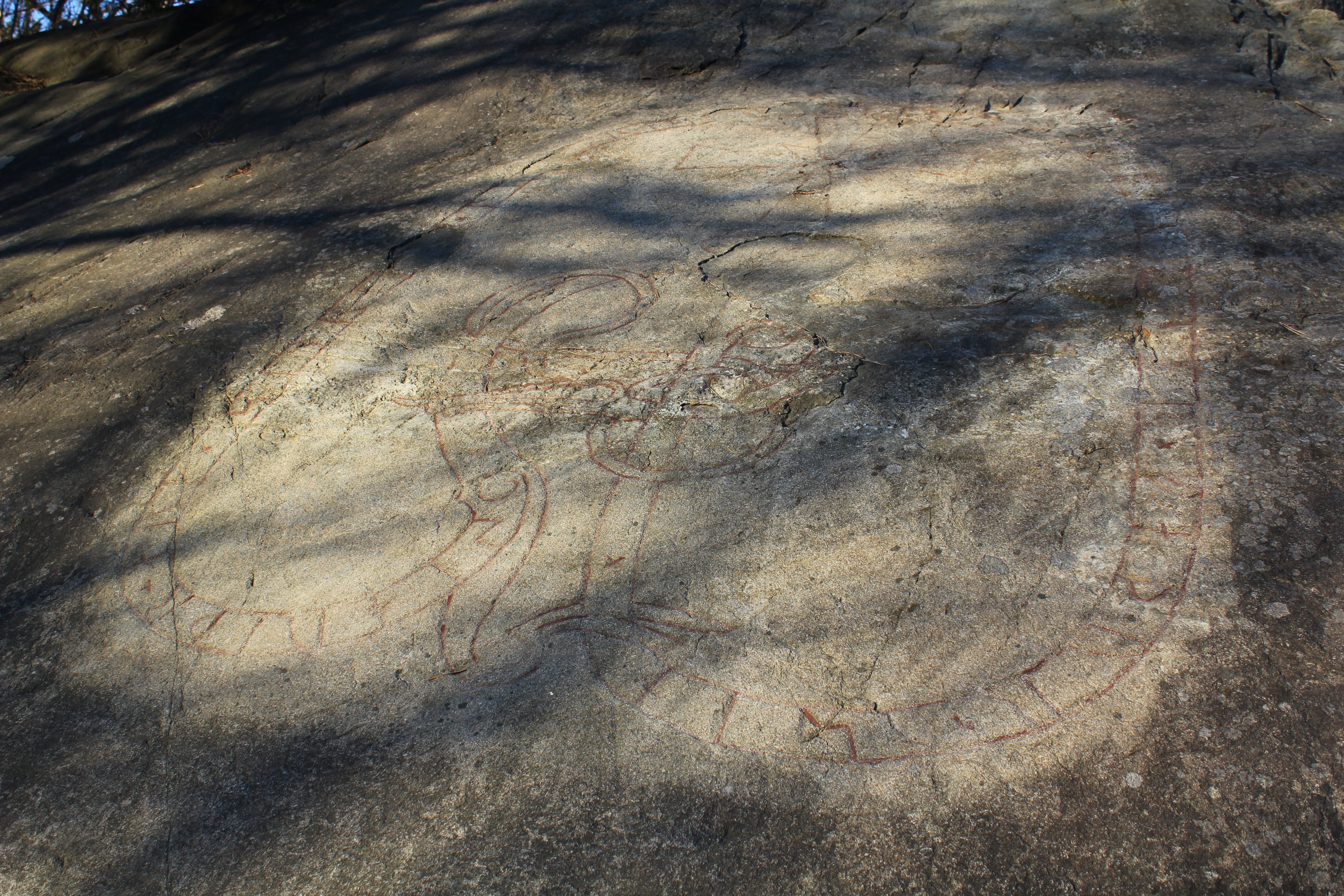
Noraristningen i Riksby, U58. Den vänstra runristningen är av hög konstnärlig kvalitet.
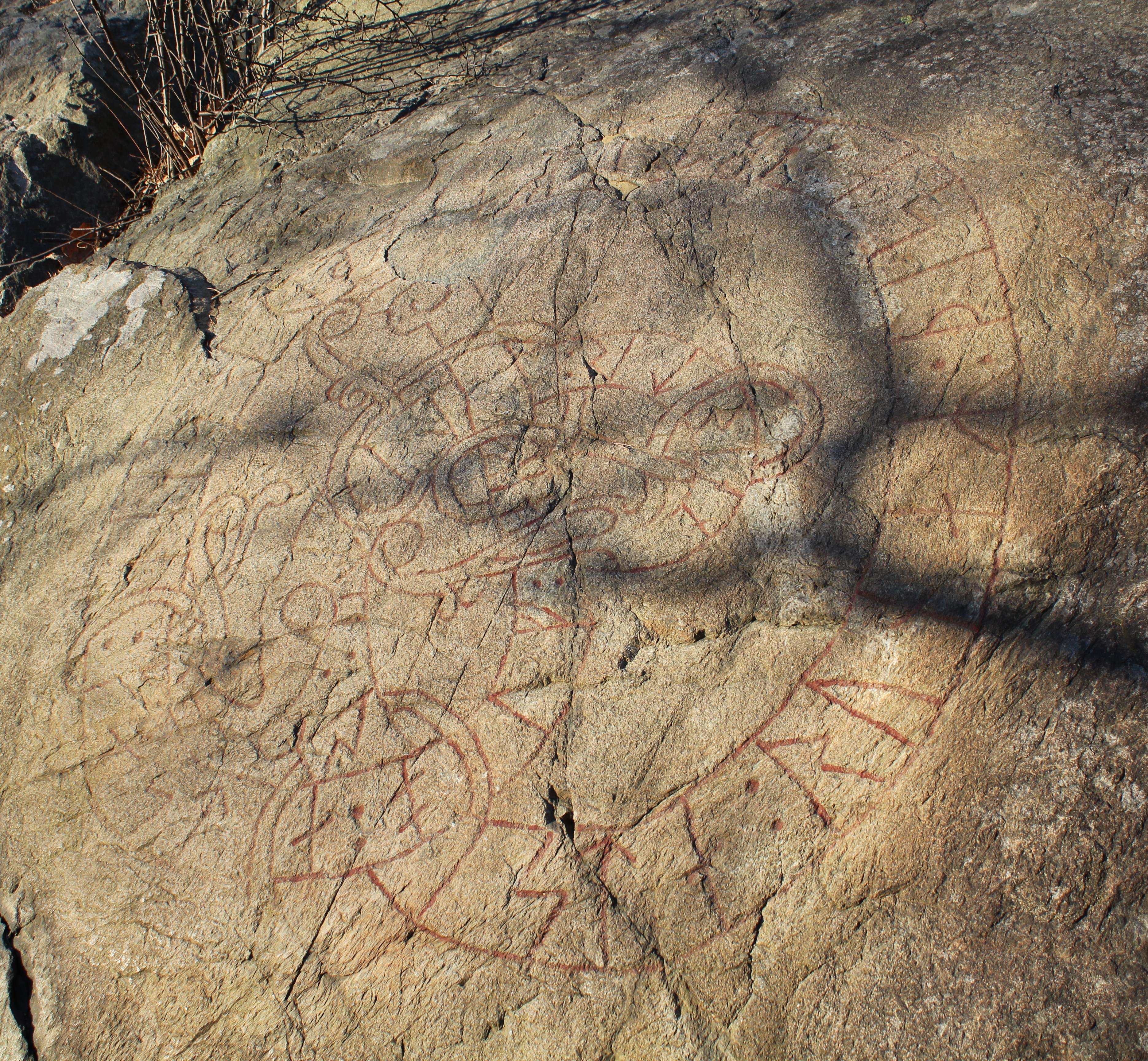
Noraristningen i Riksby, U59, den högra runristningen.

## Två gravfält vid Nora gravbacke
På en grönklädd liten kulle mellan husen finns Nora bys ättehage. Den består av 12 gravar från yngre järnålder, varav fem gravar togs bort 1929.
Två gravfält finns vid Nora; dessa är RAÄ12 och RAÄ14/15. Gravfälten dateras till yngre järnålder eller till vikingatiden. Nora etablerades antagligen som ensamgård under vikingatid och förblev så. Från sen vikingatid finns en grav belagd på gravfältet RAÄ12. Företagna arkeologiska undersökningar är ofullständiga och motsägelsefulla. Gravfälten består sammanlagt av tjugo gravar. "Med 250 års nyttjandetid blir befolkningstalet cirka fyra personer, alltså ett hushåll", enligt Nils Ringstedt.
Gravfältet RAÄ14 är från yngre järnåldern, troligen från vikingatiden, och består av cirka 15 anläggningar (2 högar 12–14 meter i diameter, 12 runda stensättningar 4–9 meter i diameter), varav 4 osäkra samt 1 osäker rektangulär stensättning, är belägna intill hus och vägar strax söder om Dukvägen i Riksby nära Drottningholmsvägen inom området för tidigare Nora gård och öster om RAÄ13. Gravfältet är delundersökt.
Gravfältet RAÄ15 består av en hög på sju meter i diameter med mittsten, som delvis är undersökt och belägen i anslutning till bebyggelsen i kvarteret Handduken i park intill och söder om Dukvägen och norr om Drottningholmsvägen.
På 1930-talet har gravar i Nora undersökts samt stensättningar och jordblandade rösen. Bland fynden kan noteras smärre järnföremål såsom nitar, spikar, torshammare, fragmentariskt knivblad, bryne av skiffer och keramik. Bland annat hittade man ett kärl med inristad vågornamentik. Vidare påträffades obrända ben av häst, tre hästtänder och fragment av ett djurben. Gravarna är från sen vikingatid.
Inom området före tidigare Nora gård grävdes år 1985 två stensättningar på gravfält RAÄ 12 i kvarteret Linneduken i Riksby strax öster om Brommaplan och söder om Drottningholmsvägen. Stensättningarna låg alltså i sydvästra delen av gravfältet, som tidigare sträckte sig över Drottningholmsvägen och kvarteret Sammeten. Gravfältet undersöktes 1931-1932. Det bestod av 14 stensättningar och en naturbildning. Gravarna var vikingatida brandgravar och skelettgravar. 1942 undersöktes en stensättning och 1975 ytterligare en med fynd av järnkniv och spikar. Undersökningen 1985 påvisade endast skelettrester, men inga andra fynd.

## Skylt vid runhällen vid Drottningholmsvägen
En skylt med rubriken "Runhällar med inskrifter från 1000-talet e.Kr." vid runhällen vid Drottningholmsvägen i Riksby (RAÄ 13) finns uppsatt vid hällen med de två runristningarna. Runristningarna finns på en höjd strax norr om Drottningholmsvägen ungefär mitt emellan Brommaplan och korsningens Drottningholmsvägen och Hemslöjdsvägen.

## Norrby båtsmanstorp och Norrby gård
I korsningen vid Riksbyvägen och Galonvägen alldeles norr om runristningarna vid Nora gravbacke finns på Ulvsundakartan från 1753 ett torp markerat. Stugan vid torpet Norrby ligger söder om Kvarnbacksvägen mellan Lillsjön och Riksbyvägen i ett parkområde i Riksby. Den byggdes i slutet av 1700-talet. Här bodde en av Brommas fem båtsmän. Båtsmanstorpet lydde under Ulvsunda slott, som var rusthållare och omnämns bland annat i husförhörslängder 1779-1807, 1824 och 1843. Torpet återfinns på kartor från 1743, då under namnet Båtsmansstufwan, samt åren 1829, 1846 och 1855. De tre gårdarna under Ulvsunda, Norrby gård, Nora och två hemman i Riksby, svarade för båtsmanstorpet. Men stugan som står där nu byggdes omkring 1790. Det är Norrby båtsmanstorp som ligger vid Riksbyvägen norrut.
När det gäller båtsmanstorp var det vanligt med knuttimrade hus med utskjutande knutar av morastugetyp. Stugan har en utskjutande låg vind och de inre tvärbjälkarna är synliga. Strax intill båtsmanstorpet finns en parbod, där man hade sina kreatur, som bestod av getter, får och en eller två kor. Här på Riksby gårds ägor bodde en båtsman, "nr 60". Han var rotehållare i Nora, Riksby och Norrby gårdar. Båtsmannen på Riksby var en av de fem båtsmän, som bodde i Bromma socken och som ursprungligen var en del av Roslagen. Norrby båtsmanstorp var bebott till 1944.
Då Linta fornby avhystes under 1600-talet byggdes Norrby gård vid Bällstaviken, där senare Prippsbryggerierna år 1970 byggde fabrik på platsen för Norrby gård. Sedan 2006 är City Gross stormarknad inrymt i de före detta bryggerilokalerna. Norrby gård blev frälsegård under Ulvsunda, den låg vackert på en höjd ovanför Bällstaviken, gården påstås ha varit jaktslott åt drottning Kristina på 1600-talet.
Den forntida byn Linta låg norr om Lillsjön i Lintabergets sluttning mot Lillsjön. Linta by omtalas i ett brev från 1361. I jordeböckerna skrevs namnet Lintha 1538, Linitte 1539 och Linta 1572. Linta fornby avhystes under senare delen av 1600-talet, då ägorna kom under Ulvsunda och byn raserades. Tomten för Linta fornby ligger idag dold i slånbärssnåren. Runt omkring kan man fortfarande uppleva det tusenåriga öppna åkerlandskapet. På den höjd som sträcker sig in mot flygfältets område finns Brommas största gravfält, Linta gravfält, som består av 87 kända högar, rösen och stensättningar. De äldsta gravarna är troligen från 600-talet. Den omgivande skogen låg orörd innanför flygfältets avspärrade område i 65 år, och öppnades i 1990-talets sista år. En stig leder bort mot Ulvsunda kvarnberg.
Omkring år 1670 upphörde Norrby gård att tillhöra Linta. Gården byggdes inom Linta bygräns och den blev då betraktad som helt hemman och sedan som 5/8 frälse under Ulvsunda säteri. Som helt frälsehemman nämns Norrby först i reduktionsjordeboken år 1686. År 1789 års karta visar endast två byggnader nära stranden. Väster om huvudbyggnaden låg en tvåvånings, röd villa "med vita knutar och brutet tak". Längre västerut låg stall och ladugård, och det fanns även en bagarstuga.

## Ulvsundastenen

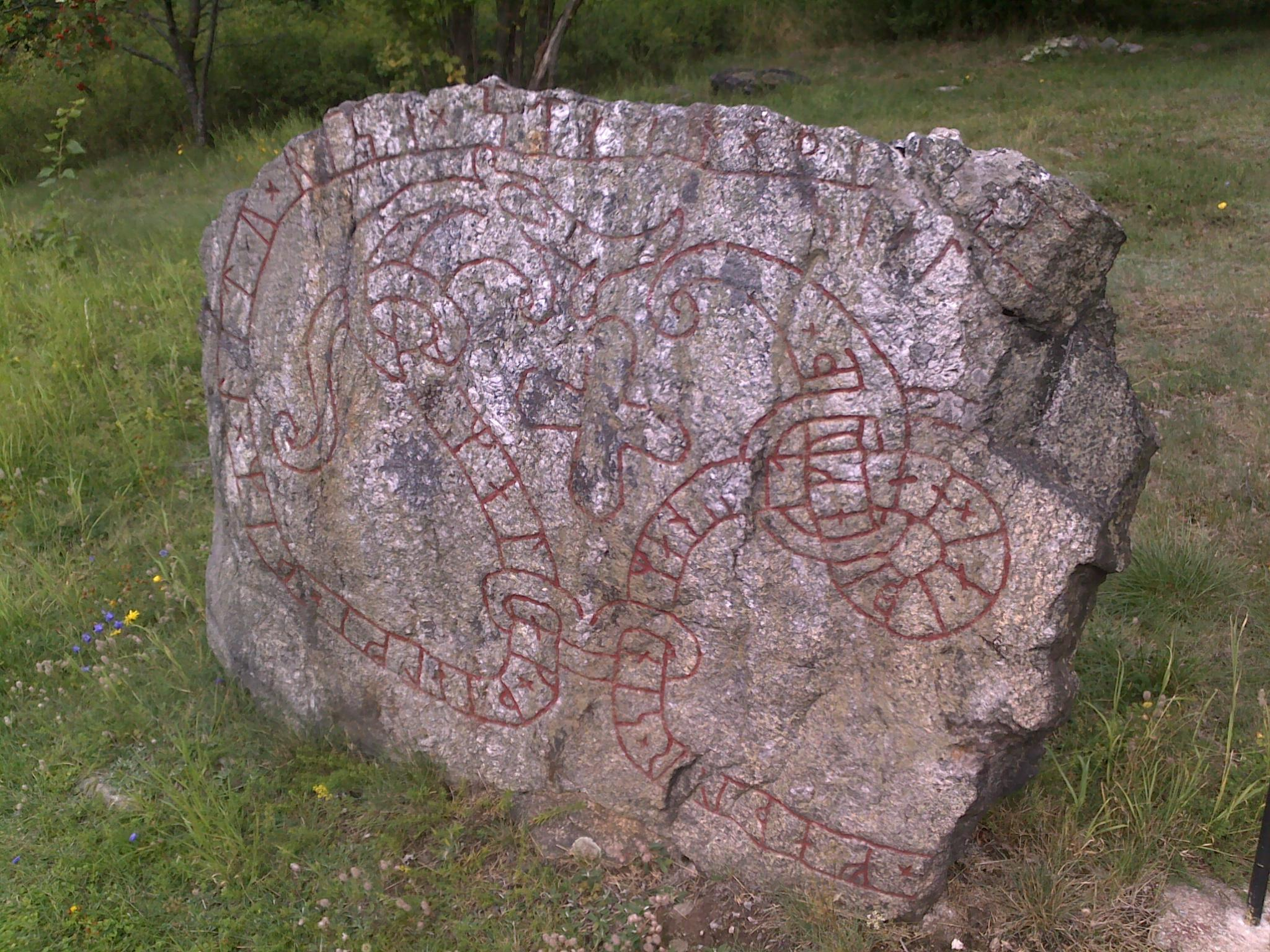
Gliastenen

I närheten av Norrby båtsmanstorp hittades år 1863 den så kallade Ulvsundastenen (RAÄ 126) när man rensade bäcken som förband Judarn med Lillsjön. Det är okänt var stenen ursprungligen varit rest. Enligt Nils Ringstedt kan stenen knappast vara äldre än från 1050. Wessén antar, att stenen kan ha varit rest vid Lillsjöns dåvarande strand. Stenen kom senare att förstöras. Av stenen återstår nu endast några fragment, förvarade i Stockholms stadsmuseum. Stenen restes säkert till minne över den som byggde en bro för kyrkvägen mot Bromma kyrka i mitten av 1000-talet. Möjligen användes stenen senare som bro över bäcken. På stenen fanns en inristning, som i översättning lyder: "Sinar och Torkil och Vifastr lät resa sten efter Björn, fader sin, bonde god, byggde Ulvsundi". ("Senar och Torkel och Vifast läto resa stenen efter Björn, sin fader, en god bonde, bodde i Ulvsund.") Det tidigaste belagda ortsnamnet i Stockholm var ortsnamnet Ulvsunda. Troligen är Björn den förste namngivna person, som vi med bestämdhet kan hävda var stockholmare. Sinar finns också omnämnd vid ristningen vid Nora gård vid Drottningholmsvägen. Om Sinar är samma person på båda ristningarna, så var Björn farfar till Sigvid och Sigrev. Nora gård bör, som ovan nämnts, ha legat söder om det smala sundet som sträckte sig från Lillsjön bort mot Judarn, men var platsen exakt låg under 1600-talet är inte känt.